# Ixora goalparensis
Ixora goalparensis är en måreväxtart som beskrevs av Cornelis Eliza Bertus Bremekamp. Ixora goalparensis ingår i släktet Ixora och familjen måreväxter. Inga underarter finns listade i Catalogue of Life.